# Félix Dembiński
Pour les articles homonymes, voir Dembiński.
Félix Antoine Jacques Dembiński, né le 18 mai 1774 à Cracovie et mort le 27 juin 1848  dans le 10e arrondissement de Paris, est un militaire polonais au service de la France.

## Biographie
Il entre au service de la France comme volontaire au 7e régiment de dragons en mars 1795.
Il est fait sous lieutenant le 28 floréal an 5.
Entre janvier 1805 et juin 1810, il passe au service de la Pologne.
Il est rappelé au service de la France et employé comme chef d'escadron d'état major dans l'Armée du Midi de l'Espagne.
Il est Major provisoire au 7e régiment de chevau-légers lanciers en mars 1812.
Il est employé à l'État-major de la Grande Armée en avril 1813.
Il est décoré Chevalier de la Légion d'honneur en février 1813.
Il obtient la naturalisation française en 1816.